# Strellc i Ulët
Strellc i Ulët är en ort i Kosovo. Den ligger i den västra delen av landet, 70 km väster om huvudstaden Priština. Strellc i Ulët ligger 567 meter över havet och antalet invånare är 2 850.
Terrängen runt Strellc i Ulët är varierad, och sluttar österut. Runt Strellc i Ulët är det ganska tätbefolkat, med 222 invånare per kvadratkilometer. Närmaste större samhälle är Deçan, 5,0 km sydväst om Strellc i Ulët. Omgivningarna runt Strellc i Ulët är en mosaik av jordbruksmark och naturlig växtlighet.